# Skiftekärr och Stockamad
Skiftekärr och Stockamad var 1990 en av SCB avgränsad och namnsatt småort i Kungsbacka kommun i Hallands län som omfattade bebyggelse i de två samhällena belägna i strax sydöst om Råhagen i Vallda socken. Vid avgränsningen 1995 hade området växt samman med tätorten Backa och nåon bebyggelseenhet med detta namn existerar inte sedan dess.